# Fra i due litiganti il terzo gode
Fra i due litiganti il terzo gode (Då två tvistar drar den tredje längsta strået) är en opera (dramma giocoso) i två akter med musik av Giuseppe Sarti. Librettot är en bearbetning av Carlo Goldonis Le nozze (Bröllopet).
En aria från operan, Come un agnello, citeras av Mozart i finalen till Don Giovanni.

## Uppförandehistoria
Uruppfördes på Teatro alla Scala i Milano den 14 september 1782. Operan kom att bli mycket framgångsfull, producerad under många olika namn, olika språk och i många olika europeiska städer. Den spelades med namnet Le nozze di Dorina, med arior skrivna av Giovanni Battista Viotti, för öppningen av Théâtre de Monsieur i Paris den 6 januari 1791. I operan finns även musik komponerad av Pasquale Anfossi, Antonio Salieri, och Stephen Storace vid sidan av tonsättaren själv.

## Roller
| Roll                                                    | Röstläge | Premiär, 14 september 1782 (Dirigent: Okänd) |
| ------------------------------------------------------- | -------- | -------------------------------------------- |
| Greve Belfiore                                          | bas      | Giovanni Marliani                            |
| Grevinnan Belfiore                                      | sopran   | Angela Marzorati                             |
| Masotto, betjänt hos greven och grevinnan, kär i Dorina | tenor    | Antonio Palmini                              |
| Dorina. jungfru                                         | sopran   | Nancy Storace                                |
| Titta, betjänt hos greven, också kär i Dorina           | baryton  | Francesco Benucci                            |
| Mingone, trädgårdsmästare, även han kär i Dorina        | tenor    | Giuseppe Lolli                               |
| Livietta, grevinnans jungfru                            | sopran   | Vittoria Moreschi Balzani                    |

## Synopsis
Operan har en handling liknande den hos Mozarts Le nozze di Figaro med en komplex intrig med svartsjuka och grälande aristokrater och deras tjänare.